# Salvador Tajes
Salvador Tajes (1852 - 18 de mayo de 1912) fue un militar uruguayo. 

## Biografía
Según el historiador José María Fernández Saldaña, no era hijo del militar colorado Francisco Tajes, uno de los fusilados en la llamada Masacre de Quinteros en 1858, sino de un homónimo, lo que ha motivado que se le tome por descendiente directo de aquel.
Comenzó su carrera militar como soldado en 1868, y tras la llegada del militarismo al poder, fue ascendiendo rápidamente en el escalafón militar: teniente en febrero de 1876, sargento mayor en 1880, teniente coronel en 1881. Fue Jefe Político y de Policía de Paysandú en 1882 y Jefe Político y de Policía de Montevideo en diciembre de 1886 y otra vez entre el 8 de junio de 1887 y el 15 de marzo de 1890. General de brigada en febrero de 1890 y general de división en febrero de 1911. 
Ocupó diversos cargos militares en aquellos años hasta su muerte en 1912.
- Datos: Q6117796